# Kermoisan
Pour l’article ayant un titre homophone, voir Kermoysan.
Kermoisan est un village situé sur la commune de Batz-sur-Mer, dans le département français de la  Loire-Atlantique.

## Présentation

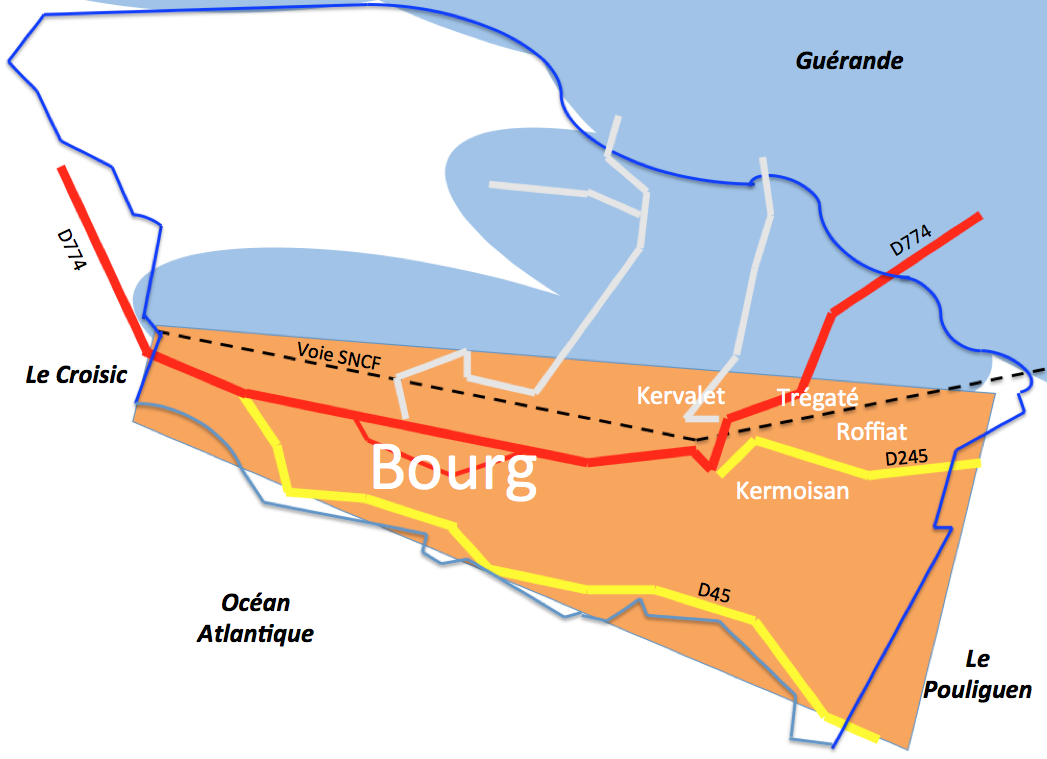
Morphologie urbaine de Batz-sur-Mer
En bleu clair : les marais salants.
En orange : l’emprise urbaine.
Trait bleu foncé : limites territoriales.

Kermoisan est l’un des quatre villages principaux de Batz-sur-Mer, outre Kervalet, Roffiat et Trégaté.
Le hameau recèle une croix de granit, ornée jusque dans les années 1990 d'une châsse dédiée à Marie, ainsi qu’un moulin, aujourd’hui accolé à une maison.
Dans la presqu'île guérandaise, la langue bretonne est utilisée jusqu'au début du XXe siècle et reste très vivace à Batz-sur-Mer, au village de Kermoisan la dernière locutrice décède en 1965.

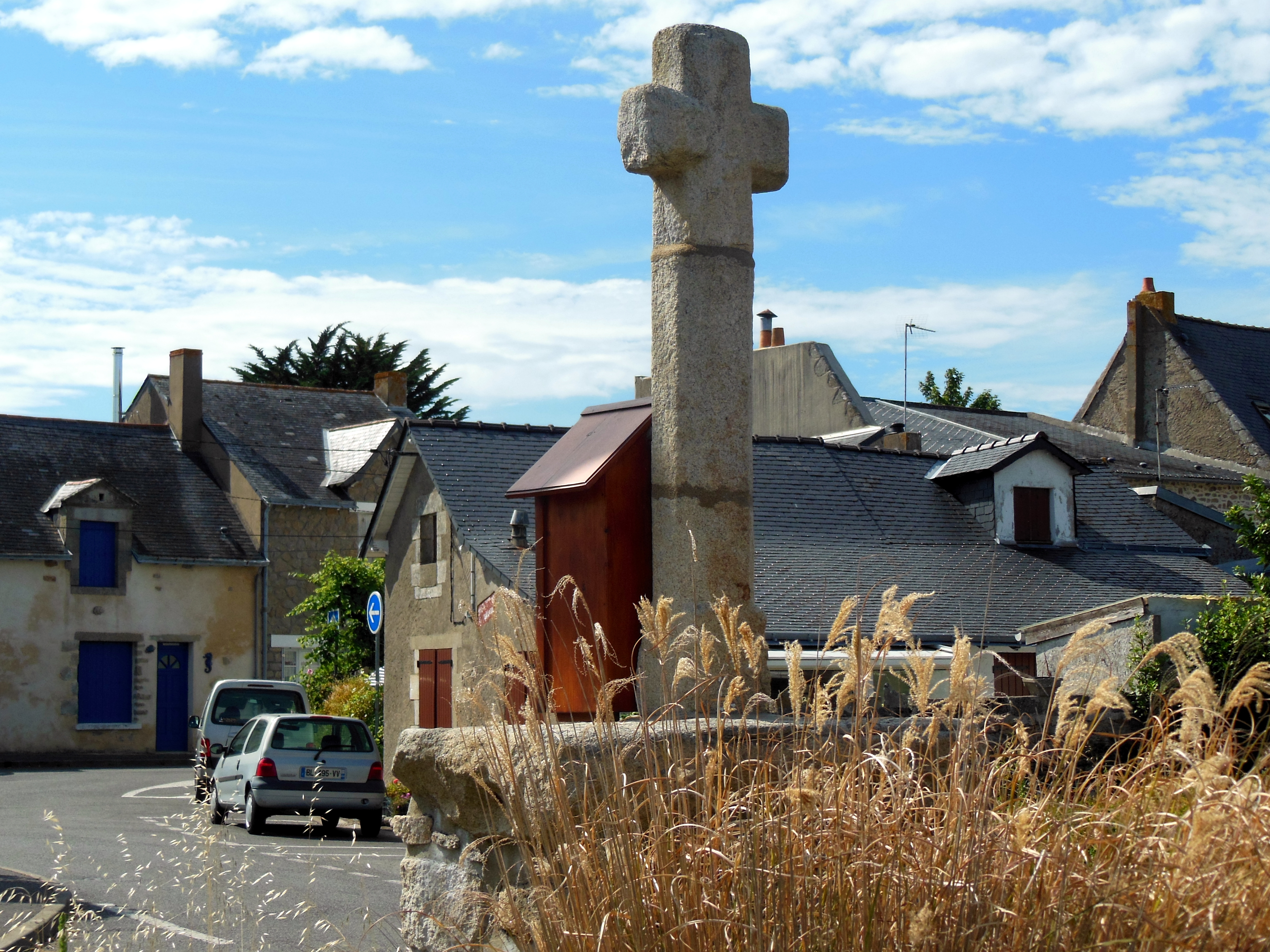
La croix de granit
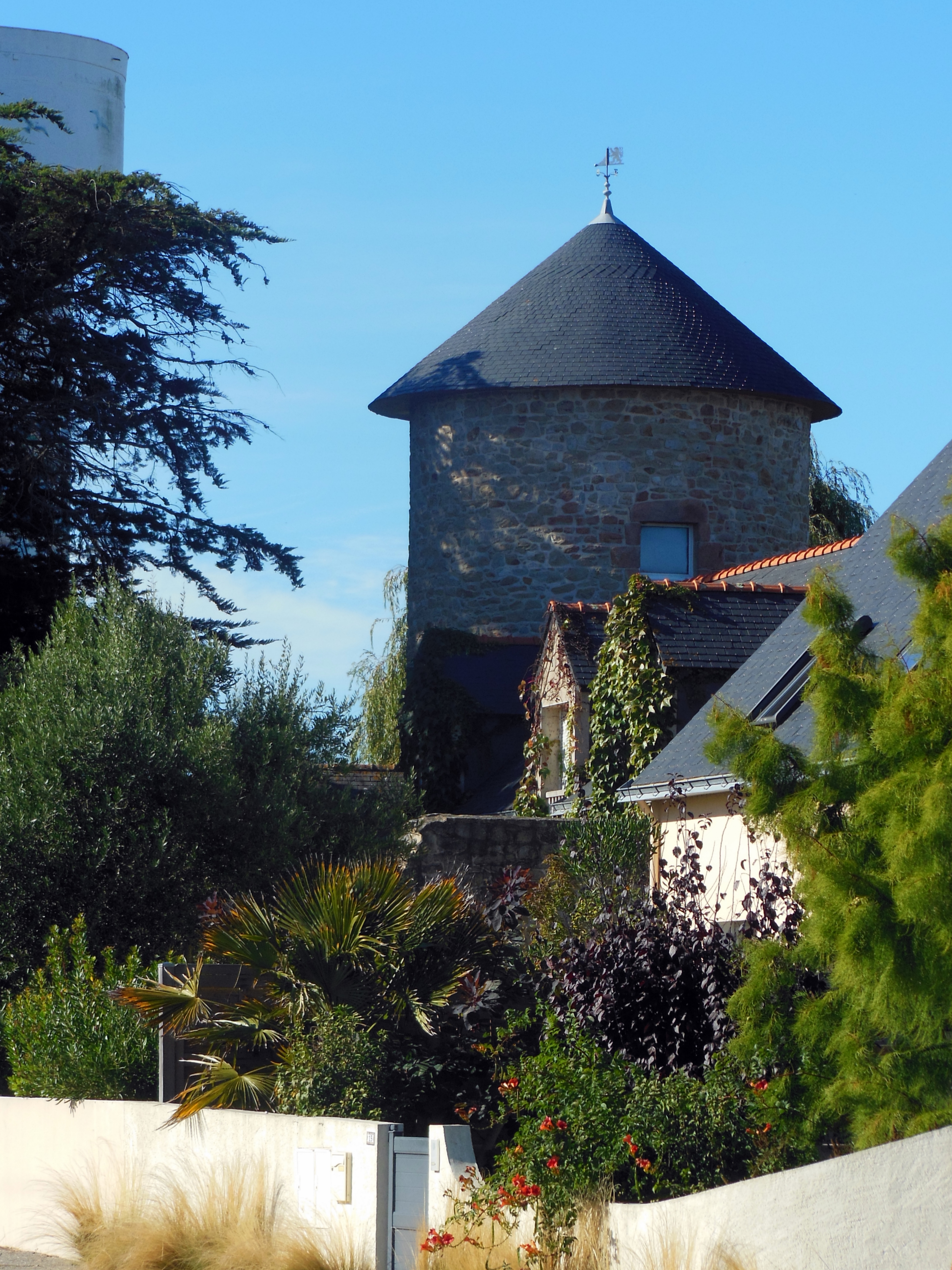
Ancien moulin restauré attenant à une maison